# Quell'uragano di figlia
Quell'uragano di figlia (Shifting Gears) è una serie televisiva statunitense creata da Julie Thacker e Mike Scully. Vede come protagonista Tim Allen e Kat Dennings e ha debuttato su ABC l'8 gennaio 2025.

## Trama
Matt Parker è un meccanico vedovo che gestisce la Parker Customs, una piccola officina specializzata nel restauro di auto d'epoca. La sua vita, così come le sue convinzioni tradizionaliste, vengono messe alla prova quando Riley, la figlia dall'animo libero e recentemente divorziata, torna a vivere con lui insieme ai suoi due figli adolescenti, Carter e Georgia.
L'arrivo di Riley e dei nipoti sconvolge gli equilibri della casa e dell'officina: Matt fatica ad adattarsi ai ritmi più flessibili della figlia, mentre Riley deve rinunciare alla propria indipendenza per convivere con un padre da sempre restio ai cambiamenti. Carter, appassionato di tecnologia, sfida le metodologie artigianali del nonno, mentre Georgia, creativa e spigliata, trasforma ogni angolo dell'officina in un palcoscenico improvvisato.

## Episodi
| Stagione       | Episodi | Prima TV USA | Pubblicazione Italia |
| -------------- | ------- | ------------ | -------------------- |
| Prima stagione | 10      | 2025         | 2025                 |

## Personaggi e interpreti

### Personaggi principali
- Matt Parker, interpretato da Tim Allen, doppiato da Stefano De Sando.
- Riley Parker, interpretata da Kat Dennings, doppiata da Alessia Amendola.
- Gabriel, interpretato da Seann William Scott, doppiato da Francesco Pezzulli.
- Stitch, interpretato da Daryl Mitchell, doppiato da Nanni Baldini.
- Carter Parker, interpretato da Maxwell Simkins, doppiato da Luca De Ambrosis.
- Georgia Parker, interpretata da Barrett Margolis, doppiata da Angelica Tuccini.

## Produzione

### Sviluppo
La serie è nata dall'idea di Julie Thacker Scully e Mike Scully, noti per il loro lavoro in I Simpson e Tutti amano Raymond. Dopo l'ordine dell'episodio pilota da parte di ABC, hanno avviato la fase di scrittura e casting. Gli ideatori hanno lasciato la guida creativa dopo il pilota, venendo sostituiti da Michelle Nader nel ruolo di showrunner per il resto della stagione.

## Distribuzione

### Data di uscita
La prima stagione di Quell'uragano di figlia è stata trasmessa in prima visione assoluta negli Stati Uniti d'America su ABC dall’8 gennaio 2025.
In Italia è stata distribuita sul servizio di streaming on demand Disney+, debuttando il 9 luglio 2025.

### Edizione italiana
La direzione del doppiaggio e i dialoghi italiani sono curati da Giorgio Bassanelli Bisbal per conto di Dubbing Brothers.

## Accoglienza

### Critica
Sull'aggregatore di recensioni Rotten Tomatoes la serie riceve il 43% delle recensioni professionali positive, mentre su Metacritic ha un punteggio di 51 su 100 basato su 12 recensioni.

## Riconoscimenti
- Astra Television Awards
  - 2025 – Candidata a miglior cast di una serie commedia[8]
  - 2025 – Candidato per il miglior attore protagonista in una serie commedia a Tim Allen[8]
  - 2025 – Candidata per la miglior attrice protagonista in una serie commedia a Kat Dennings[8]